# Amphoe Lan Sak
Amphoe Lan Sak (thailändisch อำเภอ ลานสัก) ist ein Landkreis (Amphoe – Verwaltungs-Distrikt) im Norden der Provinz Uthai Thani. Die Provinz Uthai Thani liegt in der Nordregion von Thailand.

## Geographie
Benachbarte Landkreise (von Osten im Uhrzeigersinn): die Amphoe Sawang Arom, Thap Than, Nong Chang, Huai Khot und Ban Rai der Provinz Uthai Thani sowie die Amphoe Mae Poen und Chum Ta Bong in der Provinz Nakhon Sawan.
Wichtige Wasser-Ressourcen des Landkreises sind der Stausee Huai Thap Salao und der Maenam Kha Khaeng („KhaKhaeng-Fluss“, auch: „Huai Kha Khaeng“).

## Geschichte
Die Tambon Lan Sak und Pradu Yuen des Amphoe Ban Rai wurden am 15. Oktober 1975 zu einem neuen Unterbezirk (King Amphoe) ernannt.
Die Verwaltung lag in Ban Pak Muean. Am 13. Juli 1981 wurde Lan Sak zum Amphoe heraufgestuft. Gleichzeitig wurde die Verwaltung nach Ban Kao verlegt.

## Verwaltung
Amphoe Lan Sak ist in sechs Kommunen (Tambon) eingeteilt, welche sich weiter in 81 Dörfer (Muban) unterteilen.
Lan Sak (thailändisch เทศบาลตำบลลานสัก) ist auch der Name einer Kleinstadt (Thesaban Tambon) im Bezirk, die aus Teilen der Tambon Lan Sak und Pradu Yuen besteht.
Außerdem gibt es sechs „Tambon Administrative Organizations“ (TAO, องค์การบริหารส่วนตำบล – Verwaltungs-Organisationen) im Landkreis.
| Nr. | Name Tambon   | Thai    | Muban | Einw.  |
| --- | ------------- | ------- | ----- | ------ |
| 1.  | Lan Sak       | ลานสัก   | 10    | 13.905 |
| 2.  | Pradu Yuen    | ประดู่ยืน  | 12    | 6.697  |
| 3.  | Pa O          | ป่าอ้อ    | 10    | 7.358  |
| 4.  | Rabam         | ระบำ    | 19    | 12.573 |
| 5.  | Nam Rop       | น้ำรอบ   | 18    | 9.635  |
| 6.  | Thung Na Ngam | ทุ่งนางาม | 12    | 7.380  |